# Mitsubishi ME
Mitsubishi ME — двухцилиндровый, двухтактный двигатель внутреннего сгорания, производящийся Mitsubishi Motors с 1961 по 1972 год.

## ME10/12
ME10 и ME12 являлись одноцилиндровыми двигателями объёмом, соответственно, 886 и 851 см3. Выпускались с 1952 по 1961 год.

## ME20
ME20 являлся одноцилиндровым двигателем объёмом 309 см3. Выпускался с 1952 по 1961 год.

## ME21
Объём двигателя ME21 составлял 359 см3, а мощность — 13 кВт (17 л. с.). Устанавливался на Mitsubishi 360 и Mitsubishi Minica LA20.

## ME24
ME24 являлся модернизацией двигателя ME21 с системой Auto Mix. Впервые был представлен в ноябре 1964 года. Его мощность составляет 13 кВт (18 л. с.). В мае 1967 года был представлен двигатель с лепестковым клапаном ME24D мощностью 15 кВт (21 л. с.). ME24 устанавливался на Mitsubishi Minica, Mitsubishi Minicab и Suzuki Jimny.

## Технические характеристики
| ・                   | ME21/21A                                              | ME24                            | ME24D                                                                     | ME24E                                                                                        | ME24F                                                                                          |
| -------------------- | ----------------------------------------------------- | ------------------------------- | ------------------------------------------------------------------------- | -------------------------------------------------------------------------------------------- | ---------------------------------------------------------------------------------------------- |
| Тип                  | двухтактный (I2)                                      | двухтактный (I2)                | герконовый, двухтактный (I2)                                              | герконовый, двухтактный (I2)                                                                 | герконовый, двухтактный (I2)                                                                   |
| Объём                | 359 см3                                               | 359 см3                         | 359 см3                                                                   | 359 см3                                                                                      | 359 см3                                                                                        |
| Диаметр x ход поршня | 62.0 x 59,6 мм                                        | 62.0 x 59,6 мм                  | 62.0 x 59,6 мм                                                            | 62.0 x 59,6 мм                                                                               | 62.0 x 59,6 мм                                                                                 |
| Мощность             | 13 кВт (17 л. с.)                                     | 13 кВт (18 л. с.)               | 15 кВт (21 л. с.)                                                         | 19 кВт (26 л. с.)                                                                            | 22 кВт (30 л. с.)                                                                              |
| при об/мин           | 4800 об/мин                                           | 4800 об/мин                     | 5500 об/мин                                                               | 5500 об/мин                                                                                  | 6000 об/мин                                                                                    |
| Крутящий момент      | 27,5 Н⋅м                                              | 30,4 Н⋅м                        | 31,4 Н⋅м                                                                  | 35,3 Н⋅м                                                                                     | 36,3 Н⋅м                                                                                       |
| при об/мин           | 3500 об/мин                                           | 3000 об/мин                     | 3500 об/мин                                                               | 4500 об/мин                                                                                  | 5000 об/мин                                                                                    |
| Степень сжатия       | 8.2:1                                                 | 7.8:1                           | 7.8:1                                                                     | 8.0:1                                                                                        | 8.0:1                                                                                          |
| Устанавливался на    | 1961—1964 Mitsubishi 360, 1962—1964 Mitsubishi Minica | 1964—1967 Mitsubishi 360/Minica | 1966—1971 Mitsubishi Minicab, 67.05-69.07 360/Minica, 1968 HopeStar ON360 | 1969—1970 Minica A100, 1969—1972 Minica Van A100V, Minica Pick, 1976 Mitsubishi Minicab LT30 | 1970 —1972 Minica A100, 1971—1972 Minicab EL, 1972 Mitsubishi Minicab EL Van Super Deluxe LT30 |

### Устанавливался на
- 1961—1971 Mitsubishi 360/Minica Pick
- 1962—1969 Mitsubishi Minica
- 1968 HopeStar ON360
- 1969—1972 Mitsubishi Minica A100/100V
- 1966—1971 Mitsubishi Minicab LT30
- 1968—1976 Mitsubishi Minicab LT30V
- 1971—1972 Mitsubishi Minicab EL (T130)